# Catedral de la Inmaculada Concepción (Saint George)
La Catedral de la Inmaculada Concepción (en inglés: Cathedral of the Immaculate Conception) es el nombre que recibe un edificio religioso que pertenece a la Iglesia católica y se encuentra ubicado en la calle Church en localidad de Saint George la capital del pequeño y caribeño país insular de Granada en las Pequeñas Antillas.
Se trata de un templo que funciona como la sede de la Diócesis católica de Saint George (Dioecesis Sancti Georgii). El edificio se ubica en lo alto de una colina con vistas al puerto, y es uno de los símbolo más importantes de la ciudad. En el lugar donde se encuentra ahora existió anteriormente una pequeña capilla terminada en 1804 y dedicada a Santiago. La torre gótica de la catedral data de 1818. La catedral se terminó completamente en 1884.
La iglesia tuvo que ser renovada pues sufrió daños tras el paso del huracán Iván en el 2004. La decoración del templo es sencilla comparada con las catedrales católicas europeas.